# Pedrinho (football, 1977)
Pour les articles homonymes, voir Pedrinho.
Pedro Paulo de Oliveira, plus connu sous le nom de Pedrinho, est un ancien footballeur international brésilien né le 29 juin 1977 à Rio de Janeiro. Il jouait au poste de milieu offensif.

## Carrière de joueur

### En club
- 1995-2001 : Vasco da Gama ( Brésil)
- 2001-2005 : Palmeiras ( Brésil)
- 2005-2006 : Ittihad FC ( Arabie saoudite)
- 2006 : Fluminense ( Brésil)
- 2007 : Santos ( Brésil)
- 2008 : Al-Aïn ( Émirats arabes unis)
- 2008 : Vasco da Gama ( Brésil)
- 2009-2010 : Figueirense ( Brésil)
- 2012 : Olaria ( Brésil)
- 2013 : Vasco da Gama ( Brésil)

### En équipe nationale
Pedrinho compte une sélection avec l'équipe du Brésil en match amical face à Haïti le 18 août 2004 (victoire 6-0).

## Palmarès
| Vasco da Gama - Championnat du Brésil (2) : - Champion : 1997 et 2000. - Copa Libertadores (1) : - Vainqueur : 1998. - Championnat de Rio de Janeiro (1) : - Champion : 1998. - Tournoi Rio-São Paulo (1) : - Vainqueur : 1999. - Coupe Guanabara (1) : - Vainqueur : 2000. - Copa Mercosur (1) : - Vainqueur : 2000. |  | Palmeiras - Championnat du Brésil de D2 (1) : - Champion : 2003. |  | Santos - Championnat de São Paulo : - Champion : 2007. |